# Électrographie de fond de mer
 (juillet 2013).
L'électrographie est, au sens strict, une représentation graphique à une, deux ou trois dimensions des variations de la conductivité électrique du sous-sol marin ; au sens large, elle rassemble les méthodes et les techniques électromagnétiques d'exploration marine,,.  

## Historique
Les premières tentatives d'exploration datent des années 1930 pour des études d'extension marine de gisements onshore. À partir des années 1970, les physiciens du globe développent diverses techniques dans le cadre de programmes internationaux de tectonique globale. 
Finalement, c'est après une décennie d'essais pratiques que  débute à proprement parler, en 2000, l'activité pétrolière commerciale.

## Description
Dans le langage pétrolier, l'électrographie correspond plus spécifiquement à une phase tactique de prospection offshore incluse dans un processus de découverte de nouveaux gisements. En physique du globe, l'électrographie correspond à l'investigation des couches profondes de la lithosphère en vue de l'amélioration des connaissances des phénomènes géodynamiques globaux. En anglais, l'électrographie de fond de mer (EFM) se traduit par seabed logging (SBL).

### Pétrophysique
La conductivité électrique est de loin la propriété physique mesurable qui délivre le plus grand nombre d'informations sur la nature pétrographique des roches et plus particulièrement sur leur faciès et leur lithologie.

### Principe
Le principe de base de l'électrographie consiste à enregistrer en fond de mer les variations latérales et en profondeur des champs électromagnétiques (champ électrique et/ou magnétique) induits par une source naturelle ou artificielle, modifiés localement par la distribution de la conductivité électrique des terrains sous-jacents. 
La présence d'hydrocarbures plus résistants au sein de sédiments plus conducteurs (car saturés d'eau de mer) introduit alors un contraste de résistivité accessible à la mesure. 

### Instrumentation
- Les récepteurs fixes sont des électromètres et magnétomètres vectoriels capables d'enregistrer les composantes horizontales des champs électrique et magnétique dans une bande passante couvrant les fréquences de 0,01 Hz à 10 Hz. La précision de ces instruments est respectivement de l'ordre du microvolt par mètre et du nanotesla.
- Les émetteurs sont des sources mobiles de courant électrique très basse fréquence, capables de débiter sous l'eau plusieurs centaines d'ampères, ou encore des sources d'origine tellurique induites par les orages magnétiques (vent solaire) ou les orages atmosphériques (résonance de Shumann) .
- En général le rapport signal sur bruit de fond est très favorable à la détection et peut atteindre un facteur 1000.

### Modélisation
L'électrographie de fond de mer s'est développée grâce à l'apparition de l'électronique faible bruit pour l'acquisition des données et à l'augmentation des performances des super calculateurs qui permettent de raccourcir considérablement les temps de calculs imposés par la complexité des modèles numériques d'interprétation (résolution du problème direct établi à partir des équations de Maxwell) et le nombre important de données nécessaire au bon fonctionnement des process d'inversion (résolution du problème inverse). 

### Interprétation
L'interprétation géologique passe par l'introduction dans l'ordinateur des données sismiques (coupes) et électromagnétiques (valeurs des champs), et par une ou plusieurs phases de simulation numérique proposant une distribution vraisemblable des conductivités spécifiques des terrains et donnant finalement un modèle cohérent de la géologie du sous-sol. 
Malgré la puissance des ordinateurs utilisés (plus de 70 trillions d’opérations à la seconde), ce travail peut durer plusieurs semaines.

## Intérêts
La sismique réflexion représente aujourd'hui la méthode principale de prospection offshore. Cette technique ne peut fournir des indications que sur les caractéristiques structurales de couches géologiques susceptibles de renfermer des hydrocarbures, sans en indiquer précisément la nature.
Pour affirmer l'existence du pétrole ou du gaz en profondeur il est alors nécessaire de forer et d'effectuer des diagraphies, postes budgétaires les plus importants dans une campagne d'exploration pétrolière.
Sans avoir recours aux forages, l'électrographie de fond de mer fournit actuellement sur des pièges reconnus par la sismique un indice fiable de présence d'hydrocarbures pouvant atteindre 90 % de chance de succès. 

## Environnement
En réduisant de manière importante le nombre de puits d'exploration, les techniques d'EFM non invasives limitent de fait l'empreinte environnementale et plus particulièrement  celle exercée sur des zones sensibles.
Sur le plan purement opératoire les techniques d'EFM n'ont aucun impact sur le milieu marin. Il en est ainsi de façon évidente pour les méthodes à sources naturelles (courants telluriques existants). C'est le cas également pour les méthodes à sources artificielles, car dans un milieu conducteur comme l'eau de mer, l'énergie électrique s'atténue très fortement pour se confondre rapidement avec celle des activités anthropiques normales. 